# 塩津バイパス
- 日本の道路 > 一般国道 > 国道8号 > 塩津バイパス
- 日本の道路 > 一般国道 > 国道303号 > 塩津バイパス

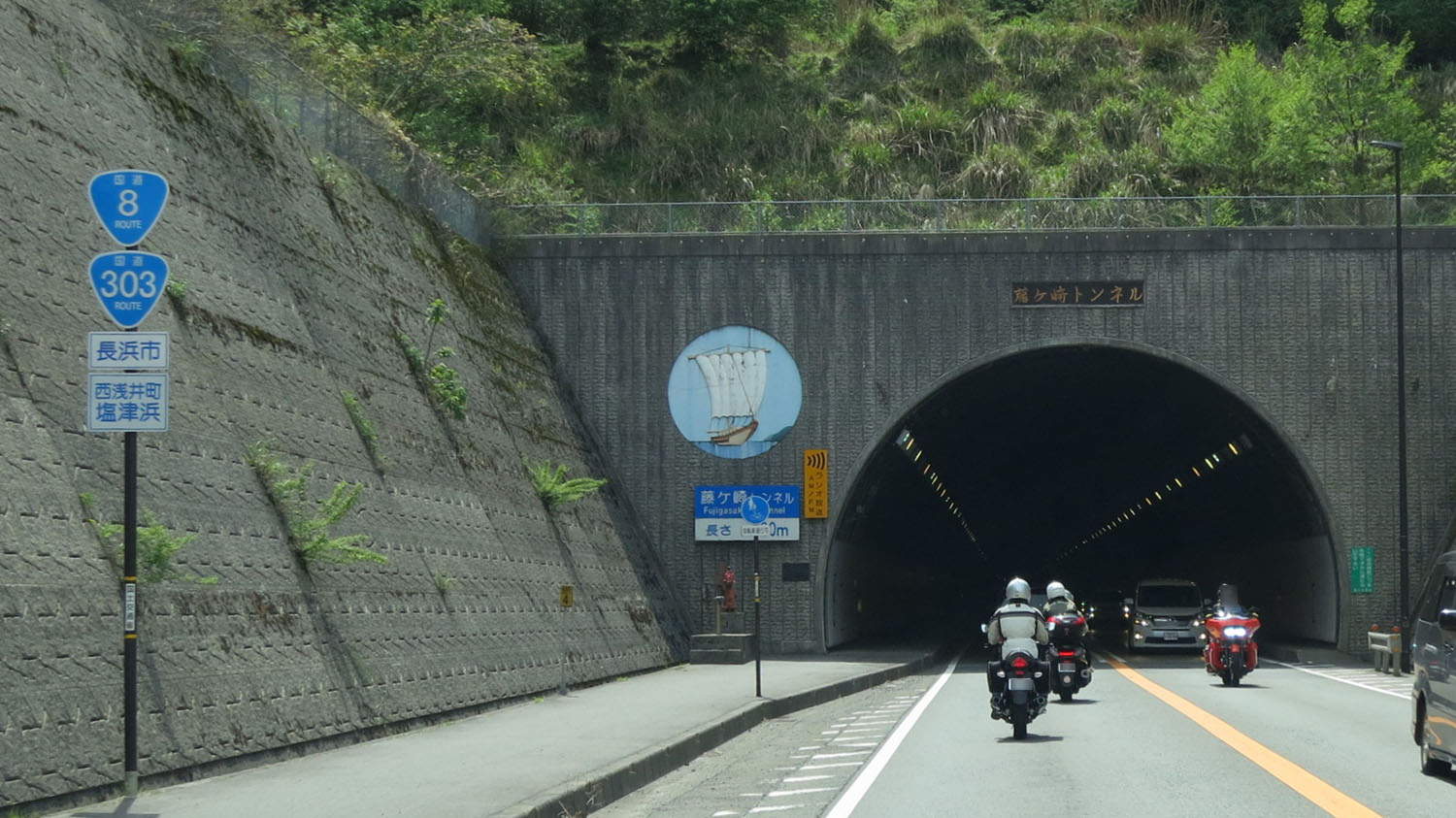
塩津バイパス
滋賀県長浜市西浅井町

塩津バイパス（しおつバイパス）は、滋賀県長浜市の延長3.5キロメートル (km)の国道8号（国道303号と重複）のバイパスである。現在は一部供用済み。
周辺地域の交通安全性の確保、また、北陸自動車道の代替路としての役割を持つ。

## 概要
- 起点：滋賀県長浜市西浅井町塩津浜
- 終点：滋賀県長浜市木之本町飯浦
- 延長：L=3.5 km
- 構造規格：第3種第2級
- 設計速度：60 km/h
- 道路幅員：W＝17.0 m（トンネル部10.75 m）
- 車線数：2車線
- 車線幅員：W=3.5 m
- 全体事業費：約125億円

バイパス整備事業は起点寄り2.0 kmの1工区と、終点寄り1.5 kmの2工区とに分けて進められている。
1工区は、主要国道ゆえ大型車が往来するにも拘らず急カーブが連続し、また道路幅員がW=7.64 mと非常に狭く歩道も殆ど設置されていない塩津浜集落の現道狭隘区間を解消する目的で整備中。起点側の現道拡幅区間（L=1.1 km）と、琵琶湖沿いの娑婆内湖上に塩津浜大橋を掛けて現道を迂回するバイパス区間（L=0.9 km）とに分類される。このうち後者の区間については2015年（平成27年）に供用を開始。
2工区は旧西浅井町・旧木之本町境界部分における異常気象時の通行規制を解消するため藤ヶ崎トンネル（L=1.0 km）を核とするバイパス建設が進められ、こちらは1996年（平成8年）に開通している。

## 沿革
- 1984年（昭和59年）度：事業化。
- 1985年（昭和60年）度：用地着手
- 1989年（平成元年）度：工事着手
- 1996年（平成8年）10月28日：2工区区間（終点寄りL=1.5 km）供用開始
- 2015年（平成27年）3月29日：1工区区間のうちバイパス部（L=0.9 km）供用開始

## 接続するバイパスの位置関係
（米原方面） - 長浜バイパス - 現道 - 塩津バイパス - 現道 - 敦賀バイパス - （福井方面）